# NGC 3255
NGC 3255 في الفهرس العام الجديد، هو عنقود نجمي، يقع في كوكبة القاعدة. اكتشف في 4 فبراير 1835 . بواسطة جون هيرشل .

## روابط خارجية
- NGC 3255 على موقع ويكي سكاي: DSS2, SDSS, GALEX, IRAS, Hydrogen α, X-Ray, Astrophoto, Sky Map, Articles and images